# Farmville (Karolina Północna)
Farmville – miasto w Stanach Zjednoczonych, w stanie Karolina Północna, w hrabstwie Pitt.